# 笹丘
笹丘（ささおか）は、福岡県福岡市中央区にある地名。1丁目から3丁目までが設置されている。郵便番号は810-0034。

## 概要
福岡市中央区の南西部に位置し、西側は樋井川を挟んで城南区と接し、東側は丘陵地となっている。油山観光道路と県道東油山唐人線が南北に、筑肥新道（旧・国鉄筑肥線）が東西に走っている。概ね閑静な住宅街である。

## 歴史
かつては西区に属していたが、1982年（昭和57年）に中央区に編入された。

### 町域の変遷
| 住居表示実施後           | 実施年月日         | 住居表示実施前（各大字の一部） |
| ------------------------ | ------------------ | ------------------------------ |
| 笹丘一丁目から笹丘三丁目 | 1973年（昭和48年） | 田島・(西区)東田島1丁目〜4丁目 |

## 主な施設

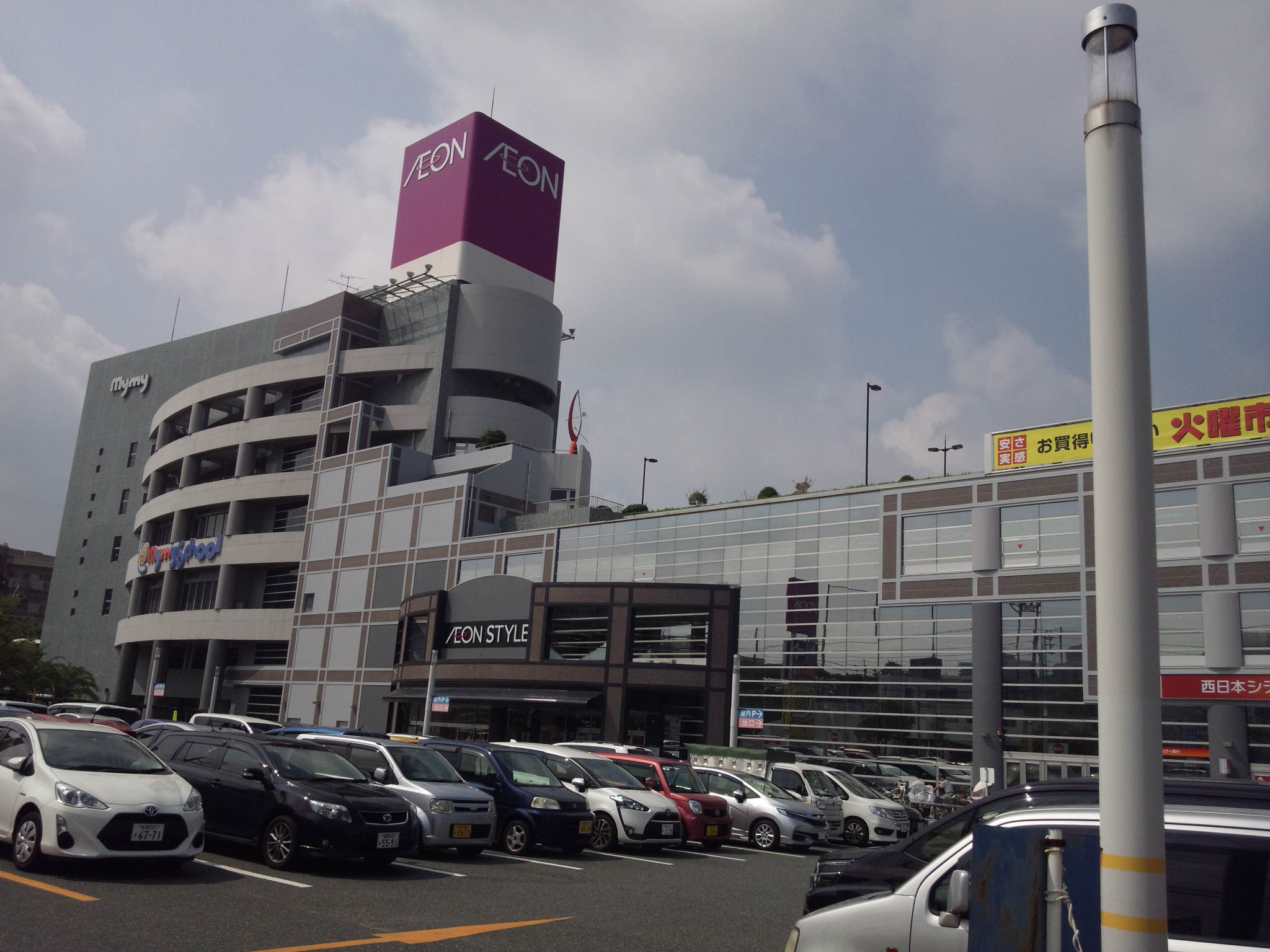
イオンスタイル笹丘（2016年撮影）。この屋上がマイマイスクール笹丘校になっている。

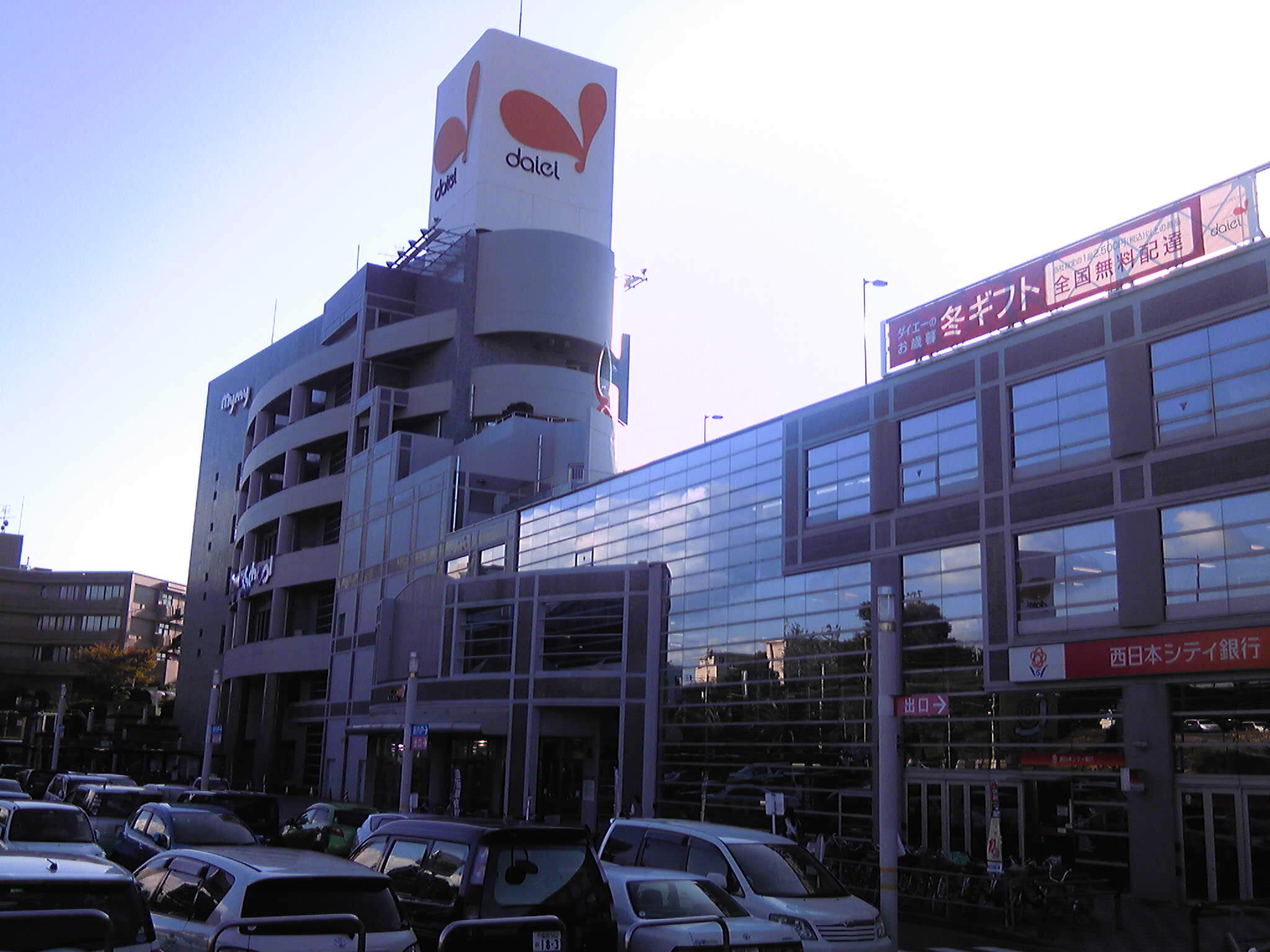
旧・ダイエー笹丘店（2011年撮影）

- イオンスタイル笹丘（旧・ダイエー笹丘店→イオン笹丘店[3][4][5]）
- マイマイスクール笹丘校（旧・西福岡自動車学校）[6]
- 博愛会病院
- 福岡帝拳ボクシングジム
- 英進館笹丘校　　など

### 教育施設

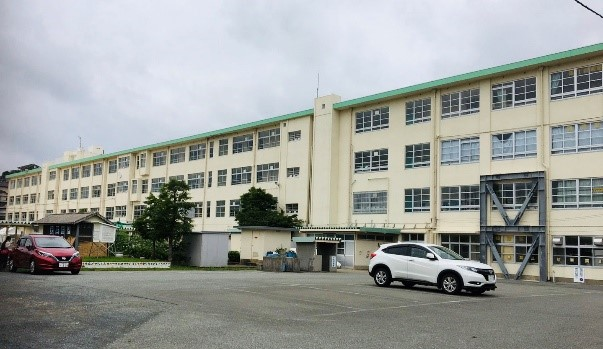
福岡市立笹丘小学校

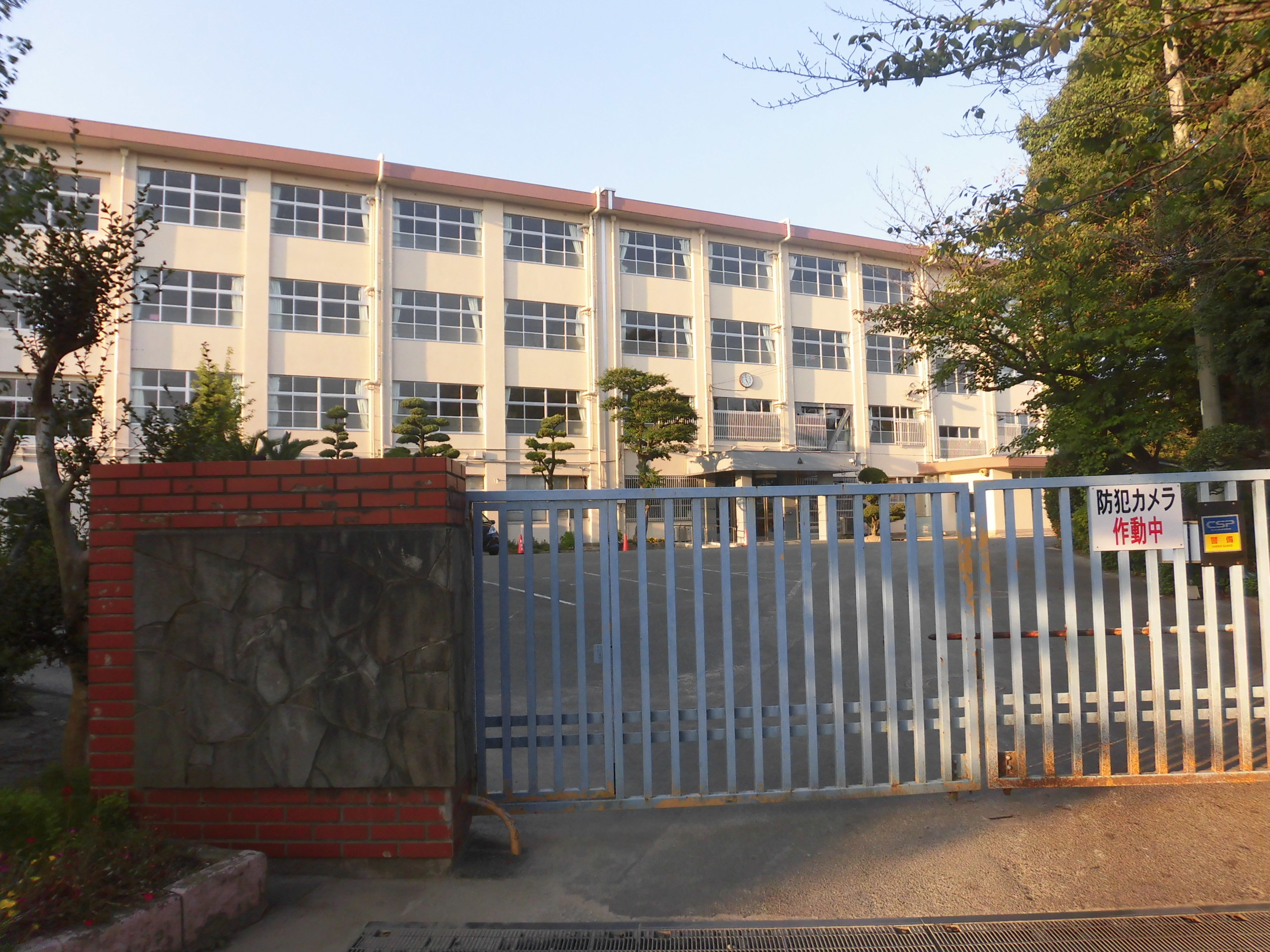
福岡市立友泉中学校

- 福岡市立笹丘小学校
- 福岡市立友泉中学校

## 交通

### 道路
- 福岡市道大濠東油山線（油山観光道路）
- 県道東油山唐人線
- 福岡市道博多駅鳥飼線（筑肥新道）

### 鉄道
かつては国鉄筑肥線（現・筑肥新道）が地区の北端を走っていたが、1983年（昭和58年）に廃止された。鉄道駅はなかった。

### バス
- 西鉄バス
  - 笹丘
  - 笹丘一丁目
  - 笹丘二丁目
  - 友泉中学校前
  - 田島